# Joseph Matthias Götz
Joseph Matthias Götz (* 31. März 1696 in Bamberg; † 7. August 1760 in München) war ein deutscher Bildhauer des Rokoko.

## Biografie

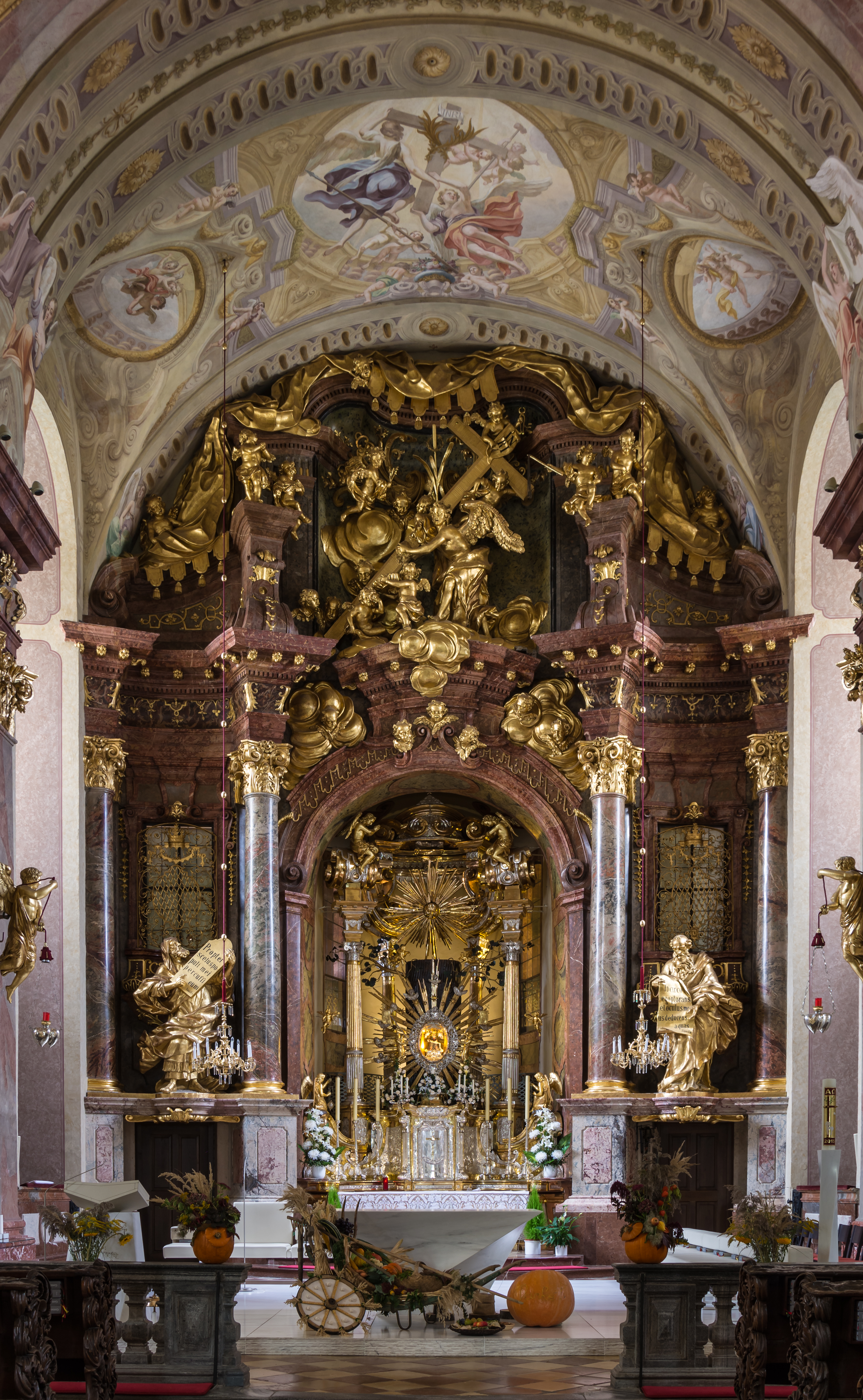
Hochaltar der Wallfahrtskirche Maria Taferl

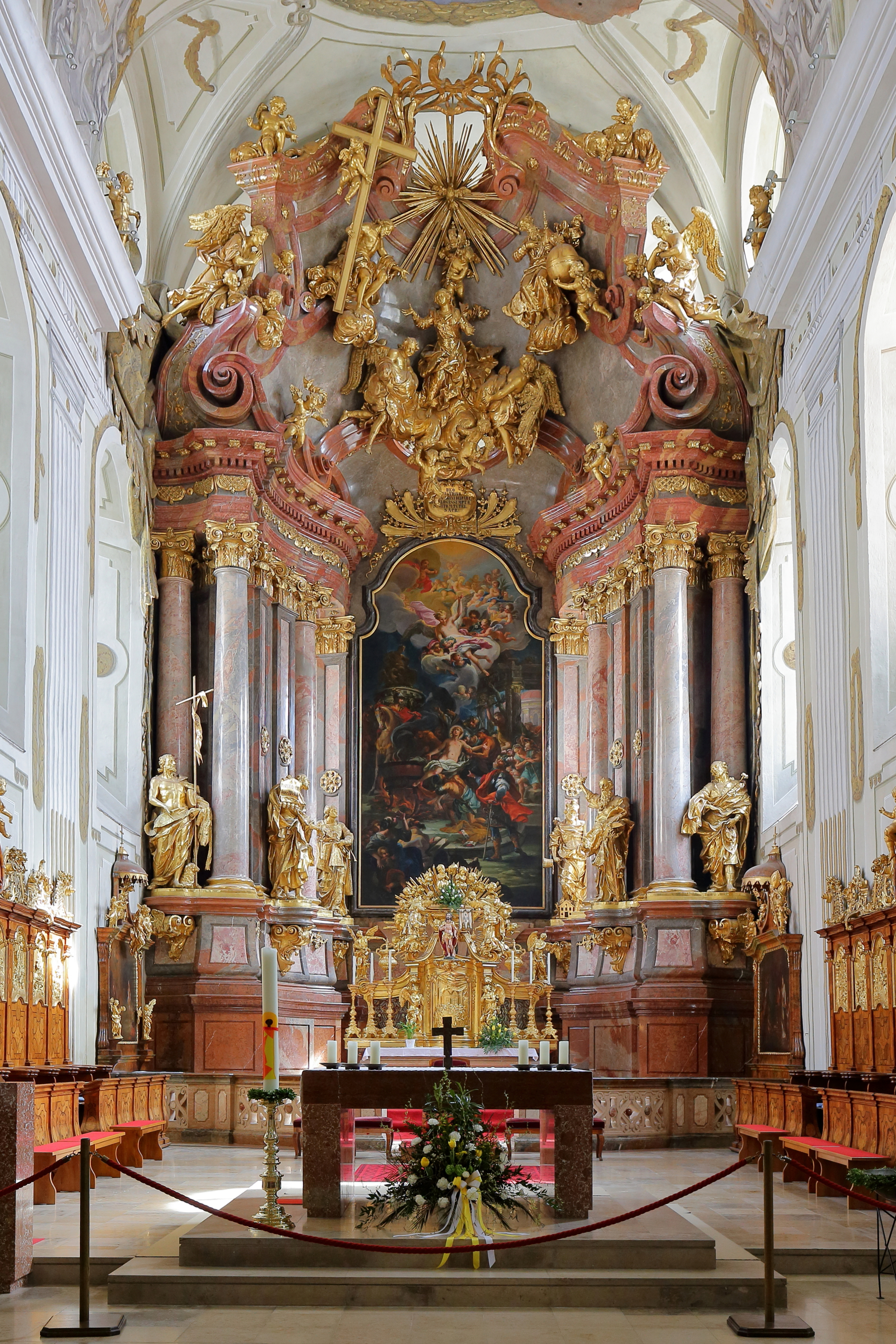
Hochaltar der Pfarrkirche St. Veit in Krems

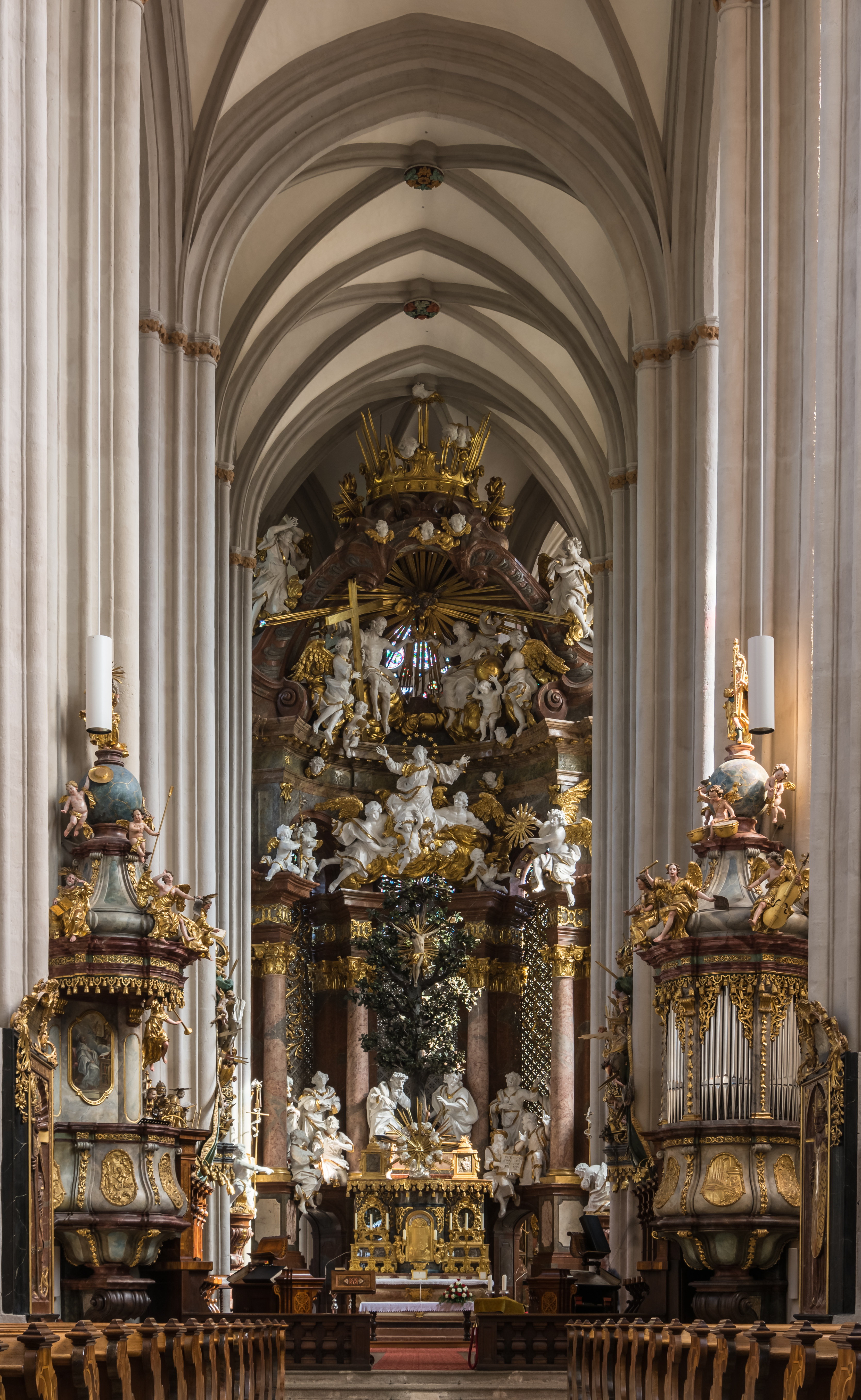
Hochaltar der Stiftskirche Zwettl

Der Sohn eines Bamberger Bildhauers und Orgelbauers erlernte die Bildhauerei bei seinem Stiefvater Sebastian Degler in Bamberg. Als Geselle kam er nach Passau, wo er Mitarbeiter von Joseph Hartmann wurde. 1715 verweigerte man ihm die Niederlassung als selbständiger Meister, doch das zum Kurfürstentum Bayern gehörige Augustinerchorherrenstift St. Nikola gab ihm bei der Neugestaltung der Klosterkirche den ersten Großauftrag. Schon 1716 arbeitete er mit mehreren Gesellen.
Götz erwarb sich schnell einen guten Ruf als Bildhauer und war außer in Niederbayern vor allem in Österreich tätig. Obwohl ohne Erfahrung als Architekt, begann er 1739 mit der Umgestaltung der Klosterkirche von Kloster Fürstenzell, musste aber Johann Michael Fischer Platz machen. 1742 trat er als Ingenieur-Offizier in die bayerische Armee ein und nahm am Österreichischen Erbfolgekrieg teil. Seine Werkstatt überließ er seinem Gesellen Joseph Deutschmann.

## Werke
- 1715–1717: Seitenaltäre und Kanzel der Stiftskirche von St. Nikola in Passau, heute in der Pfarrkirche von Vilshofen an der Donau
- um 1720–1730 Seitenaltäre der Klosterkirche Fürstenzell mit Joseph Hartmann
- 1722–1728: Umgestaltung der Pfarr- und Wallfahrtskirche Maria Himmelfahrt in Attersee
- 1723 ff.: Ausstattung der Dreifaltigkeitskirche von Stadl-Paura
- 1723–1729: Altäre der Klosterkirche Mariä Himmelfahrt von Kloster Aldersbach, Statue des Johannes des Täufers und die Kanzel der Stiftskirche in St. Andrä an der Traisen
- 1731: Prospekt der Domorgel von St. Stephan in Passau
- 1731–1733: Hochaltar der Klosterkirche von Stift Zwettl
- 1733: Prospekt der großen Orgel des Stiftes Zwettl
- 1732 ff.: Ausstattung der Wallfahrtskirche Maria Taferl
- 1732 ff.: Tätigkeit in Krems an der Donau
- 1736–1738: Dreifaltigkeitssäule in Krems an der Donau[2]
- 1738: Versuch als Architekt am Neubau der Kirche Mariä Himmelfahrt in Fürstenzell
- 1738–1742: Ausstattung der Kirche des Karmelitenklosters Straubing
- ? Entwurf des spätbarocken Hochaltares der Pfarrkirche Andrichsfurt, ausgeführt vom Bildhauer Peter Waibel aus Schärding